# Kakontwea leleupi
Kakontwea leleupi is een hooiwagen uit de familie Assamiidae.